# Javier Garisoain
Francisco Javier Garisoain Otero (Pamplona, 9 de noviembre de 1969) es un escritor, librero y político navarro. Fue secretario general y es actualmente presidente de la Comunión Tradicionalista Carlista (CTC), y actual regente del Carlismo hasta que el reclamante carlista pueda venir a España. Ha mantenido una presencia significativa en la televisión y las redes sociales, aunque en la actualidad, como librero, editor de libros, escritor y poeta, promueve la lectura y la cultura organizando anualmente varias ferias del libro en su lugar de residencia, Urroz-Villa actividad que supuso para la localidad ser reconocida en los medios locales como "Pueblo Ejemplar" en 2023.

## Biografía

### Trayectoria política
Es militante carlista desde temprana edad, siendo sus padres, Miguel Ángel Garisoain Fernández y María Eugenia Otero Candeira. Tiene dos hermanos sacerdotes y dos hermanas monjas.
Garisoain ha ocupado cargos de responsabilidad dentro del movimiento carlista de Navarra, tanto en la asociación juvenil Cruz de Borgoña como en la Junta de Gobierno de la CTC. Desde 2007, fue Secretario General de esta última. Actualmente es el presidente de la CTC.
A nivel regional, ha promovido varias iniciativas, que incluyen:
- Portavoz de la Coordinadora Navarra por la Vida.
- Fundador de la Asociación Navarra de Amigos de la Boina / Nafarroako Txapelzaleak.
- Prior de la Hermandad de Caballeros Voluntarios de la Cruz.
- Socio fundador del diario digital Navarra Confidencial.
- Miembro del colectivo "Respeto por Navarra".

### Trayectoria literaria y académica
Es licenciado en Historia por la Universidad de Navarra (1992).  Participa en iniciativas relacionadas con el carlismo:
- Es miembro del jurado del Premio Internacional de Historia del Carlismo en la Fundación Ignacio Larramendi.[7]
- Es miembro de la Sociedad de Estudios Históricos de Navarra (SEHN).[8]
- Ha sido miembro del Comité Asesor del Museo del Carlismo[9] de Estella.

Escribió en su juventud varios sonetos. Se considera un poeta aficionado:

«Todo puede ser poético, todo. Las ideas más absurdas, los errores más censurables, también si se miran entornando los ojos, o a través del humo de un habano. Porque ser poético no supone tener razón sino alma humana.»

En 2019 ha publicado su obra Babelicismos, un pequeño diccionario para entenderse en la nueva Babel, como reza en su subtítulo

### Trayectoria social y cultura
Interesado en los medios y las redes sociales, participa en varias iniciativas:
- Es miembro de la Asociación Plaza del Castillo de Usuarios de Medios de Comunicación, Telespectadores y Radioyentes (ATR Navarra),[12][13] que integra la Federación Ibérica de Telespectadores y Radioyentes y The European Alliance of Listeners and Viewers Associations (EURALVA).[14]
- Es miembro fundador, junto a Adolfo Alústiza, del periódico digital Navarra Confidencial, el primero en Navarra.
- Es el director de AHORA información un periódico digital,[15] dónde tiene su propio blog: No todo es política.[16]

Residente desde hace varios años en Urroz-Villa, una localidad con menos de 400 habitantes, a donde trasladó su familia y empresa de libros antiguos y de ocasión donde almacena más de 20.000 volúmenes, lleva impulsando desde noviembre de 2021, en colaboración con otras librerías, el proyecto Urroz-Villa del Libro la promoción de la lectura organizando, además, en la localidad una feria del libro cada trimestre del año.

## Obras
- Treinta y cinco sonetos variopintos inspirados en cosas diversas (Pamplona, Libros con Historia, 2001) ISBN 978-9879858400
- Babelicismos (Urroz-Villa, Libros con Historia, 2019)

### Vídeos
- La defensa de la familia ante el estado moderno. Conferencia.
- Intervención de Garisoain en ETB Archivado el 26 de junio de 2018 en Wayback Machine..
- Entrevista de Garisoaini en Radio María (2013-I-28).

### Conversaciones en la prensa
- Javier Garisoain: «Un estado confesionalmente católico sería mucho más tolerante con otras creencias» - www.infocatolica.com

### Otras
- Web de la Comunión Tradicionalista Carlista.
- Coordinadora por la Vida - Navarra.
- Blog personal de Javier Garisoain

- Datos: Q55224813